# سرگاوی اروپایی
سرگاوی اروپایی (نام علمی: Cottus gobio) نام یک گونه از تیره لنگرماهیان است.